# Francis Dreyfus
Pour les articles homonymes, voir Dreyfus.
Francis Dreyfus, né le 2 mars 1940 au Raincy et mort le 24 juin 2010 à Neuilly-sur-Seine, est un producteur de musique français, en particulier de jazz.

## Biographie

### Famille
Né le 2 mars 1940 au Raincy. Il est d'origine roumaine par sa mère.

### Producteur et éditeur
En 1963, après avoir terminé une licence de droit et des études à l'Institut d'études politiques de Paris, Francis Dreyfus crée la Société parisienne de promotion artistique et les éditions Labrador. Il inscrit à son catalogue les tubes des vedettes que sont déjà Johnny Hallyday, Sylvie Vartan et Petula Clark.
En 1964, il entame sa carrière de producteur avec la bande originale du feuilleton télévisé Le Manège enchanté, qui totalisera 500 épisodes et sera diffusée dans le monde entier. En 1968 et dans les années suivantes, il découvre et produit de jeunes artistes qui s'imposeront ensuite : en France, Alain Bashung, Gilbert Montagné, Bernard Lavilliers, Christophe ; à l'étranger David Bowie, Cat Stevens, Pink Floyd, Ten Years After, Jimmy Cliff, T. Rex. Dès 1971, sa première maison de disques, Motors, rencontre le succès en produisant Christophe : Les Paradis perdus, Les Mots bleus, Senorita.
En 1972, Francis Dreyfus rencontre Jean Michel Jarre. Il produit les albums Oxygène (1976) et Équinoxe (1978), qui connaîtront un succès triomphal. Il produit ensuite les « méga-spectacles » uniques et gratuits de Jarre : place de la Concorde à Paris (1979) ; Pékin et Shanghai (1981) ; Houston (1986) ; Lyon en présence du pape ; Londres (Docklands, 1988) ; La Défense (1990, avec 2,5 millions de spectateurs) ; Le Mont-Saint-Michel ; concert « pour la tolérance » à la tour Eiffel (14 juillet 1995). Le succès international entraîne dès 1985 la création d'une structure éditoriale implantée aux États-Unis, Francis Dreyfus Music (USA) Inc..
Outre la production, Francis Dreyfus élargit son activité d'éditeur de musique, notamment dans le domaine du jazz (Al Jarreau, Miles Davis, The Crusaders, David Sanborn, Rickie Lee Jones, Marcus Miller), mais pas seulement : il signera le catalogue d'Elvis Presley pour la France.
Il consacre alors une part croissante de son activité au jazz, et crée en 1991 le label Dreyfus Jazz, qui produit les disques de Michel Petrucciani, Richard Galliano, Steve Grossman, Marcus Miller, David Dexter D., le Mingus Big Band, Biréli Lagrène, Eddy Louiss. En 1993, il crée sa maison de disques américaine, Dreyfus Records Inc.
Dans son catalogue, qui comptait en 1995 plus de 20 000 titres, on note aussi la présence de Alan Stivell et Matt Bianco.

### Vie privée et mort
Père de l'actrice Julie Dreyfus, qu'il a eue avec l'actrice Pascale Audret, il est aussi le père de Chloé et de Laura Dreyfus, filles qu’il a eues avec Hélène Dreyfus.
Il meurt le 24 juin 2010 à Neuilly-sur-Seine, à l'âge de 70 ans. Ses obsèques se tiennent au cimetière du Père-Lachaise.

## Organismes professionnels
Francis Dreyfus a été notamment :
- Président de la Chambre Syndicale des Éditeurs de Musique (1972 — 1974) ;
- Président de la Société Civile des Producteurs de Phonogrammes en France (SPPF) ;
- Administrateur de la Société Civile pour la Perception de la Rémunération Équitable de la Communication au Public des Phonogrammes du Commerce (SPRÉ) ;
- Administrateur de l'UPFI (Union des Producteurs Phonographiques Français Indépendants).

## Distinctions
En 1995, la SACEM lui décerne son Grand Prix de l'édition musicale et l'International Association for Jazz Education (IAJE) un“Lifetime achievement award”.